# Bőgőmajomformák

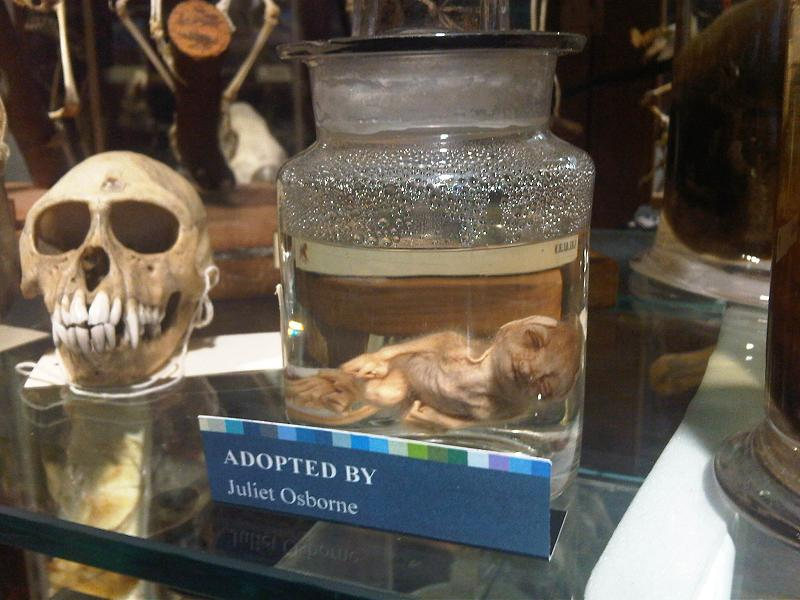
Bőgőmajom koponyája és magzata

A  bőgőmajomformák vagy röviden bőgőmajmok (Alouattinae) az emlősök (Mammalia) osztályának a főemlősök (Primates) rendjébe, ezen belül a pókmajomfélék (Atelidae) családjába tartozó alcsalád. Az alcsaládba egyetlen nem tartozik.
Egyes rendszerbesorolások a csuklyásmajomfélék (Cebidae) családhoz sorolják

## Rendszerezés
Az alcsaládba az alábbi 1 nem és 10 faj tartozik:
- Alouatta  (Lacépède, 1799)
  - vöröskezű bőgőmajom (Alouatta belzebul)
  - fekete bőgőmajom (Alouatta caraya)
  - Coiba-bőgőmajom (Alouatta coibensis)
  - barna bőgőmajom (Alouatta fusca vagy Alouatta guariba)
  - mellényes bőgőmajom (Alouatta palliata)
  - mexikói bőgőmajom (Alouatta pigra)
  - vörös bőgőmajom (Alouatta seniculus)
  - Alouatta sara
  - Alouatta macconnelli
  - Alouatta nigerrima
  - Alouatta puruensis